# Abtei Chelles

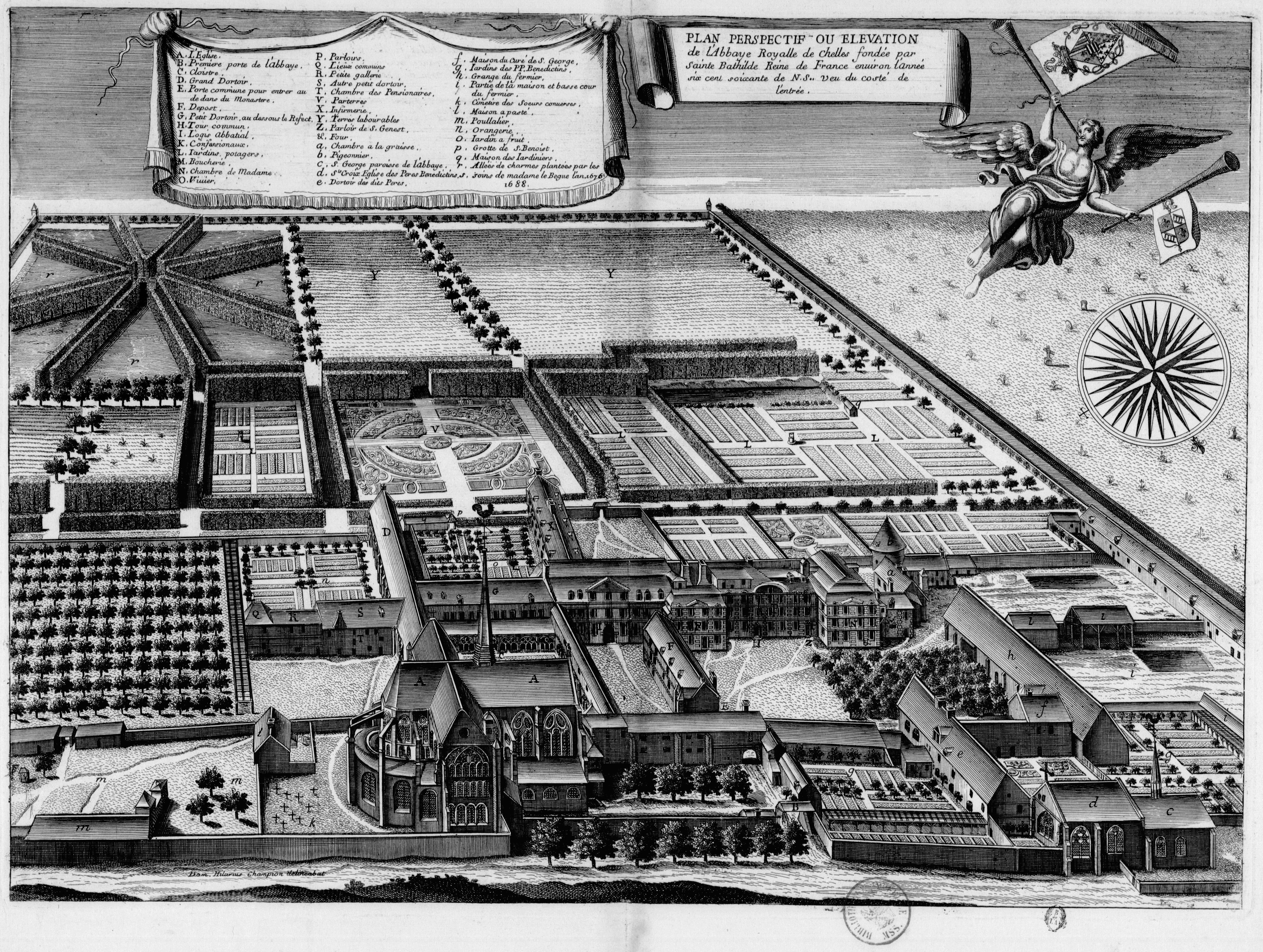
Plan der Königlichen Abtei Chelles (17. Jh.); vorn rechts die erhaltene Doppelkapelle.

Die Abtei Notre-Dame de Chelles (manchmal auch Chelles-Saint-Berthour nach ihrer Stifterin genannt) war ein königliches Kloster in Chelles östlich von Paris. Das 658 neben der Villa Cala, einer Königspfalz der Merowinger aus dem 6. Jahrhundert, gestiftete Kloster blieb ein Hauskloster der fränkischen, dann westfränkischen, dann französischen Könige von den Merowingern bis zu den Bourbonen. Die Äbtissinnen entstammten häufig dem Königshaus. In der Französischen Revolution wurde das Kloster aufgelassen und – bis auf geringfügige Reste – zerstört.

## Geschichte

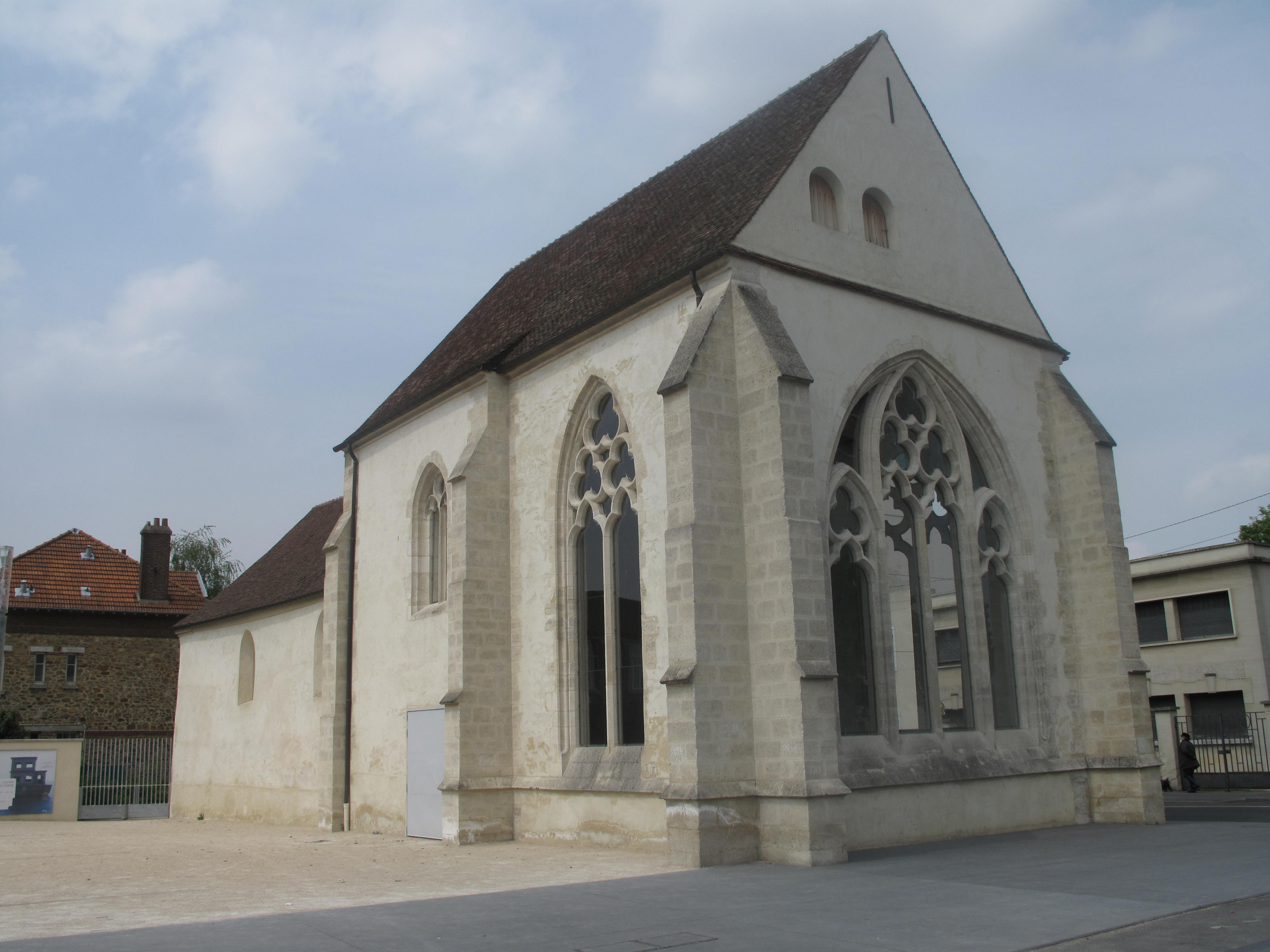
Die Doppelkapellen St. Croix und St. Gorges

Keimzelle der Abtei war die merowingische Villa Cala (oder Kala). Königin Chrodechild († 544), die Ehefrau von Chlodwig I., hatte ihr bereits eine dem heiligen Georg geweihte Kirche gestiftet. König Chilperich I. († 584) und Königin Fredegunde († 597) residierten hier häufig. Chilperich wurde bei der Jagd in der Nähe der Villa ermordet. Etwa im Jahr 658 wurden die Georgskirche und die Villa Cala durch die Königin Bathilde, Witwe von Chlodwig II., um das Nonnenkloster erweitert. Dabei half eine Bertilla aus der Abtei Notre-Deme de Jouarre. Später trat Bathilde in das Kloster ein und starb im Jahr 680 in Chelles.
Lange Zeit waren fast alle Äbtissinnen Witwen, Töchter oder Schwestern von Kaisern oder Königen, was auf Dauer zum Nachteil der monastischen Disziplin gereichte. Étienne de Senlis und Louis de Beaumont, Bischöfe von Paris, versuchten vergebens, das Kloster zu reformieren, der eine 1134, der andere 1483. Erst 1499, zur Zeit von Bischof Jean Simon, gelang dies durch einen Beschluss des Parlement de Paris: Ab dem Jahr 1500 wurden die Äbtissinnen auf drei Jahre gewählt mit möglicher Wiederwahl. Aber schon 1559 schaffte der König die Wahl wieder ab und ernannte von nun an die Äbtissinnen selbst.
Das Kloster der Benediktinerinnen bestand bis zur Französischen Revolution. Die Abtei Chelles wurde 1790 geschlossen, 1796 als Nationaleigentum verkauft und zerstört. Die Reste des Klosters sind heute Bestandteil der Mairie von Chelles.

## Äbtissinnen

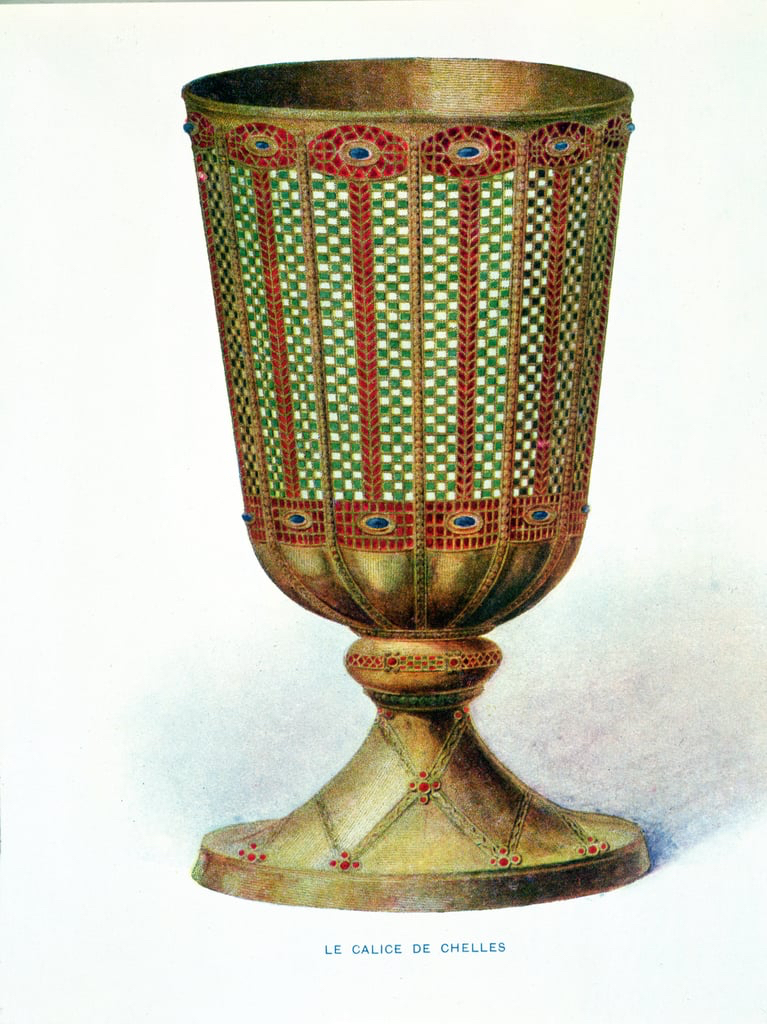
Der Kelch von Chelles, der im 7. Jahrhundert von Eligius (Saint Eloi) für die Abtei Chelles angefertigt worden sein soll; er ging in der Revolution verloren (Illustration nach einer Zeichnung, offenbar von André de Saussay, Bischof von Toul († 1627)).

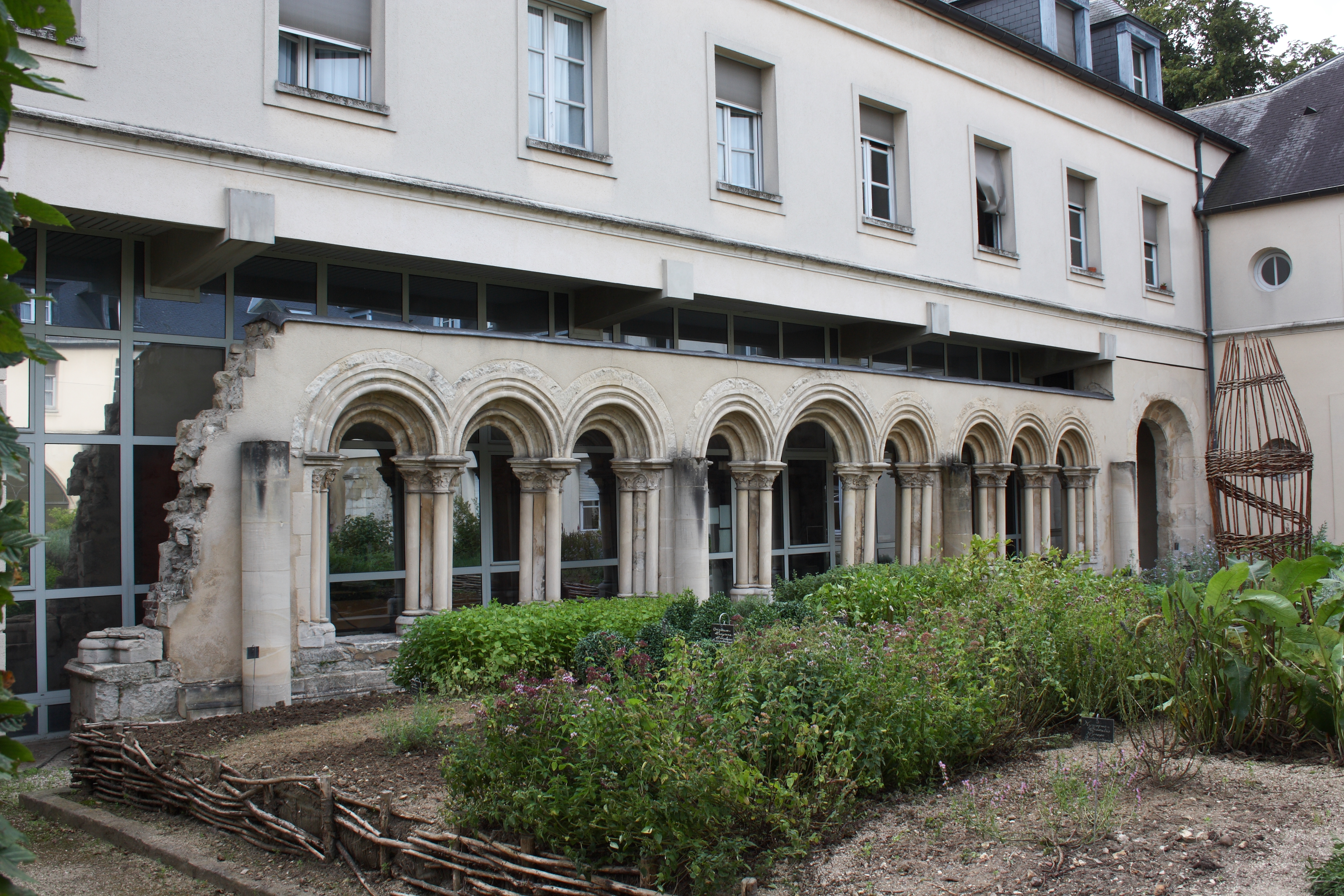
Reste des Kreuzganges im heutigen Rathaus

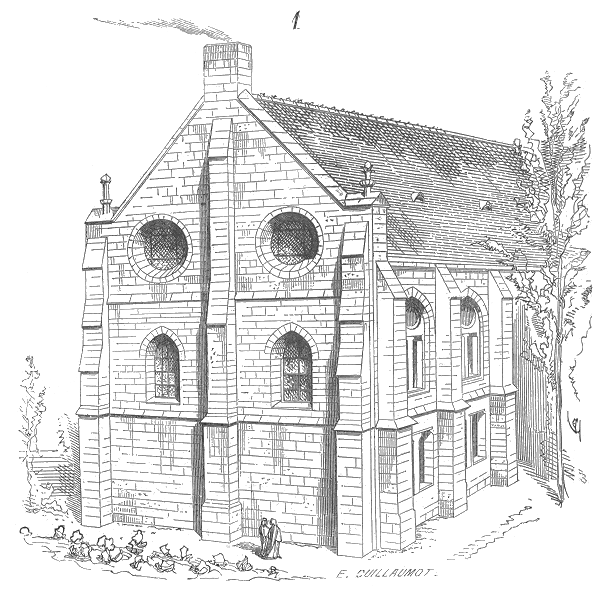
Rekonstruktionszeichnung des Dormitoriums der Abtei Chelles im 13. Jahrhundert (Viollet-le-Duc)

### Auf Lebenszeit gewählt
- Berthild, † 705 erste Äbtissin
- Sigisse (708 bezeugt)
- Vilcome
- Ermengarde
- Clémence
- Asceline
- Sybille
- Marsilie
- Gisela (788–810), † 810, Schwester von Karl dem Großen
- Heilwig aus Sachsen, † nach 835, Mutter der Kaiserin Judith
- Ermentrude, † 869, Ehefrau von Karl dem Kahlen
- Rothild, 912/922 als Äbtissin bezeugt, † 928/929, Tochter von Karl dem Kahlen

Der Versuch Karls des Einfältigen im Jahr 922, die Abtei seiner Tante Rothild zu entziehen und sie seinem Günstling Hagano zu geben, führte zur Absetzung Karls nach einem Aufstand des Adels wohl unter Führung Hugos des Großen, der wiederum der Schwiegersohn Rothilds war.
Über rund 170 Jahre hinweg sind keine Äbtissinnen bekannt
- Mathilde (1097–1112)
- Ameline oder Aveline (1127/37 bezeugt)
- Maale oder Mathilde (1156 bezeugt)
- Helvide oder Héloise (1155–1177)
- Asceline, † 1178
- Marie de Duny (1178–1185)
- Ameline, † 1205
- Marie de Néry, † 1208
- Mathilde de Berchère (1208–1220), † 1220
- Mathilde de Corbeil (wohl 1220–1223)
- Florence (1223 Äbtissin), † 1228
- Marguerite de Néry (1228–1231)
- Pétronille de Mareuil (1231–1250), † 1250
- Mathilde de Nanteuil (1250–1274), † 1274
- Vakanz (1274–1280)
- Adeline I. de Nanteuil (1280–1311), † 1311
- Alice I. de Clignet d’Otis (1311–1317), † 1317
- Marguerite II de Pacy (1317–1348)
- Pétronille de Paroy (1348–1354)
- Adeline de Pacy (1354–1363), † 1363
- Jeanne I. de Soissy (1363–1364), † 1364
- Agnès I. de La Queue (1364–1368), † nach 1368
- Jeanne de La Forest (1368–1379), † 1379
- Jeanne de Roye (1379–1399), † 1399, Schwester von Guy de Roye
- Agnès de Neufville (1399–1414)
- Alice de Thorote (1414–1419)
- Marie de Cléry (1420–1429)
- Elisabeth de Pollye (1429–1475), † 1475
- Catherine de Lignières (1475–1500), † 1504

### Auf drei Jahre gewählt
- Jeanne de La Rivière (1500–1507)
- Marie de Reilhac (1507–1510), † 1547
- Marie Cornu (1510–1514), † 1519
- Catherine oder Marguerite de Champrond (1518–1518), † 1518
- Barbe de Tallensac (1518–1528), † 1537
- Madeleine des Chelles (1528–1542), † 1542
- Jacqueline d’Amignon (1542–1558), † 1558

### Vom König ernannt

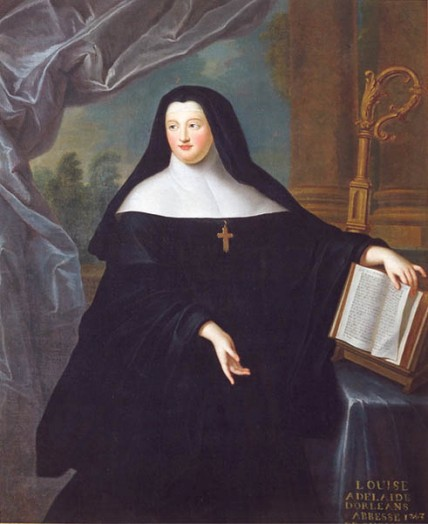
Äbtissin Louise Adélaïde d’Orléans (1719–1734)

- Renée de Bourbon (1559–1583), † 1583, Tochter von Charles de Bourbon, Herzog von Vendôme
- Marie de Lorraine (1583–1627), † 1627, Tochter von Claude de Lorraine, Herzog von Aumale
- Marie Henriette de Bourbon (1627–1629), † 1629, uneheliche Tochter von König Henri IV.
- Madeleine de la Porte de La Meilleraye (1629–1671), † 1671
- Guidone Marguerite de Cossé (1671–1680), 1. Mal, Tochter von François de Cossé, Herzog von Brissac
- Catherine de Scorailles de Roussille (1680–1688)
- Guidone Marguerite de Cossé (1688–1707), 2. Mal, † 1707
- Charlotte Agnès de Villars (1707–1719), † 1723
- Louise Adélaïde d’Orléans (1719–1734), Tochter des Regenten Philippe II. de Bourbon, duc d’Orléans
- Anne de Clermont-Chaste de Gessans (1735–1790)

## Weitere Persönlichkeiten
- Hereswitha, angelsächsische Heilige, Schwester von Hilda von Whitby
- Swanahild, † nach 743, Ehefrau von Karl Martell, bestattet in Chelles
- Mildred von Minster

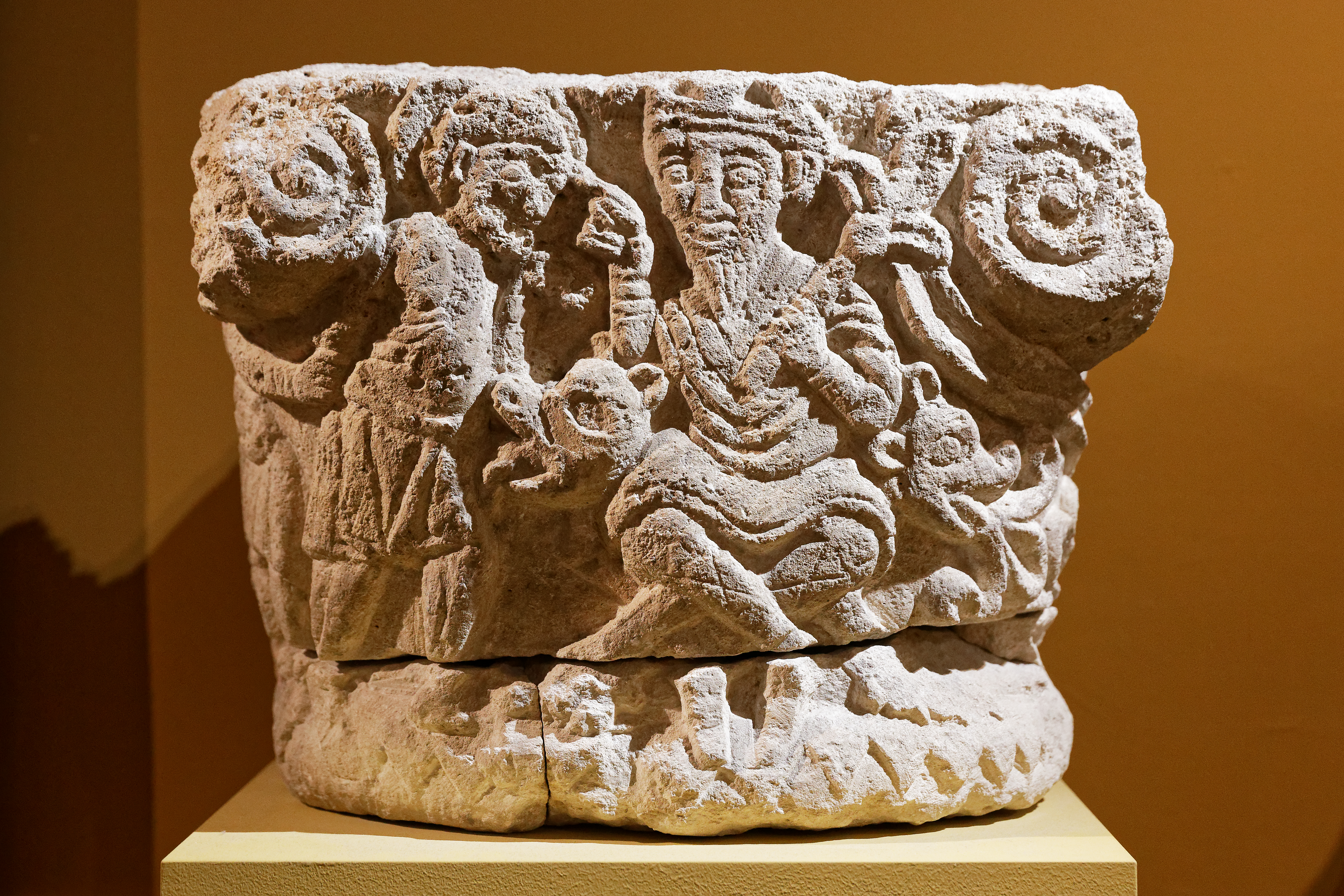
Kapitell (um 1100)
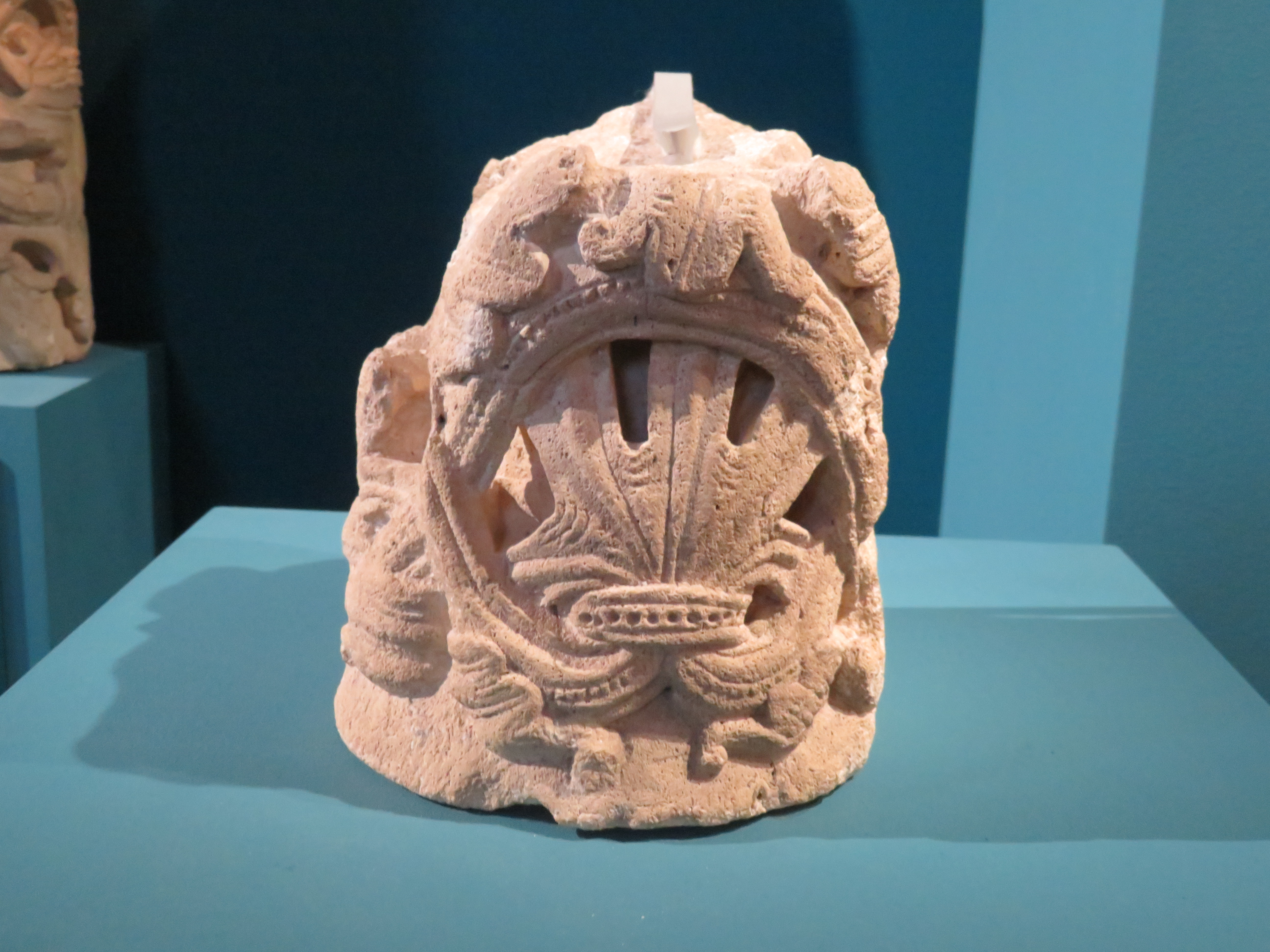
Fragment (um 1140)
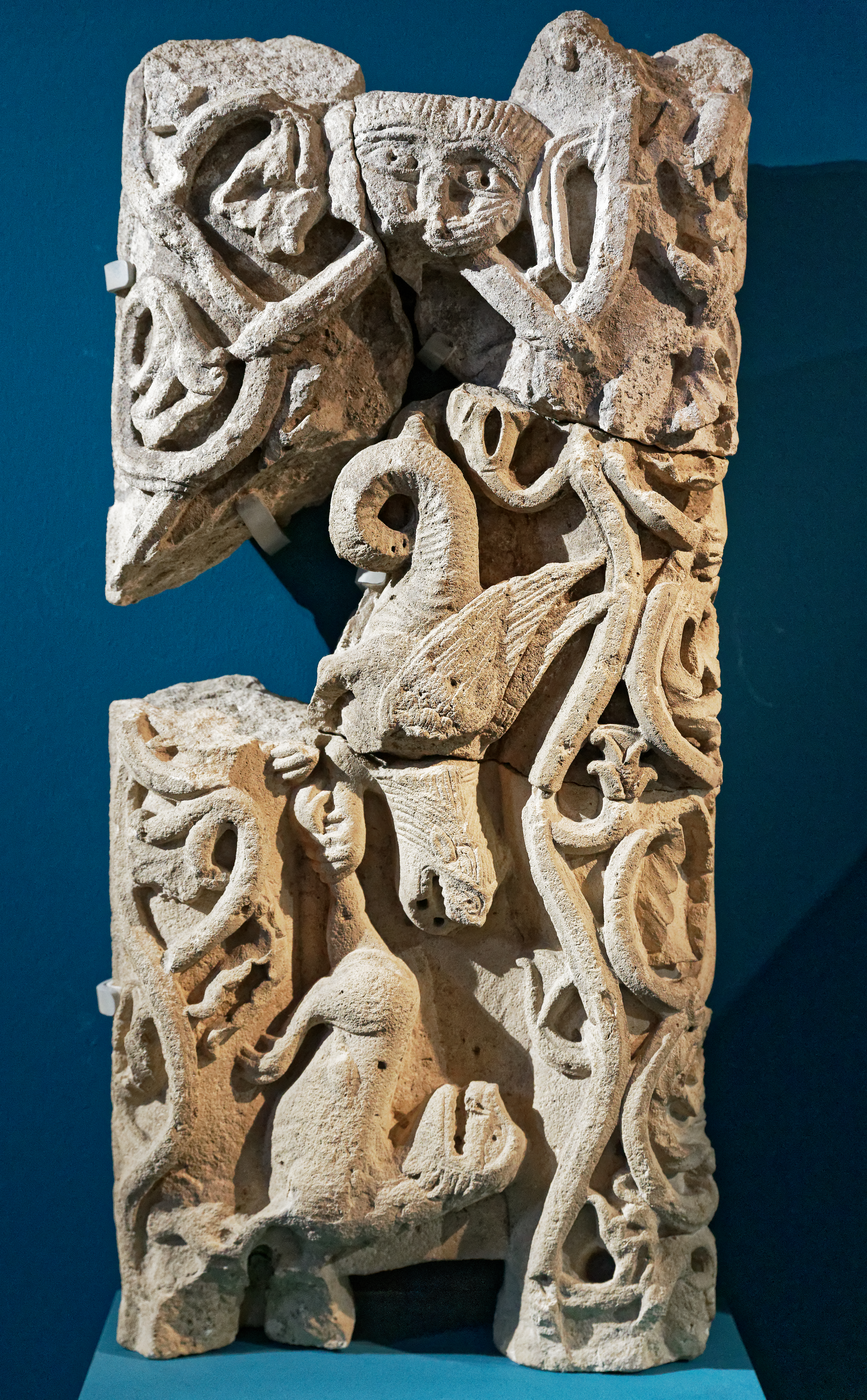
Fragment (um 1140)
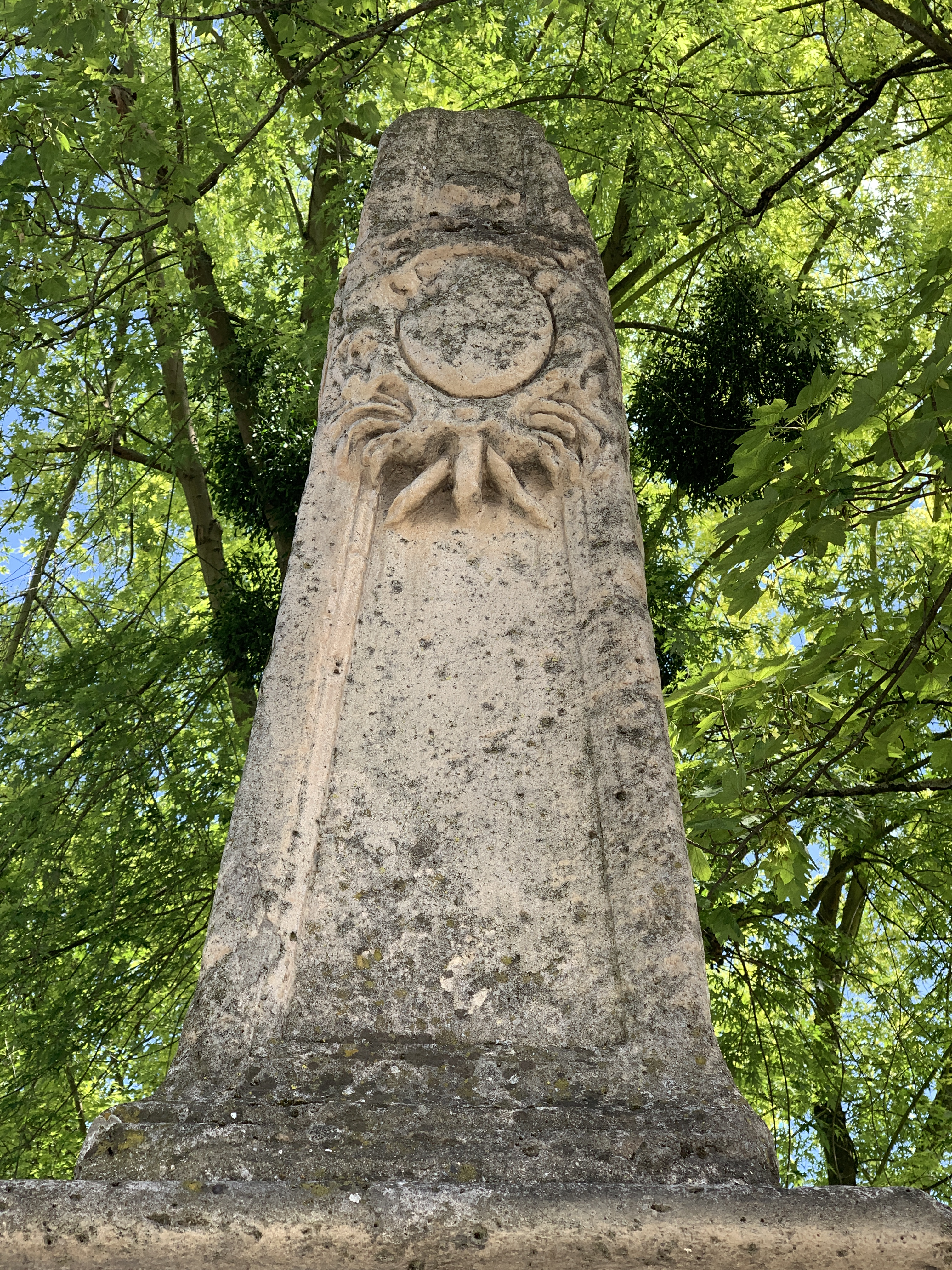
Stele der letzten Äbtissin Anne de Clermont-Chaste